# Chata Primula
Chata Primula je horská chata na polaně Zverovka ve Studené dolině v Západních Tatrách v místech kde se dělí na Roháčskou a Látanou dolinu. Nachází se v nadmořské výšce 990 m. Dají se z ní podniknout výlety na sedlo Zábrať, Roháčská plesa, Rákoň, Smutné sedlo.

## Přístup
Chata je přístupná po celý rok autem ze Zuberce a také pěšky:
- po  zelené značce a  naučné stezce Naučný chodník Zverovka od chaty Zverovka - ¼ hodiny
- po  červené značce ze Zuberce - 1¾ hodiny